# Vices and Virtues
Vices and Virtues es el segundo álbum de la banda de rock alternativo Art of Dying.  Es el debut discográfico de la banda después de la firma bajo David Draiman y Dan Donegan en Intoxication/Reprise Records. Coincidentemente, el rock alternativo banda Panic! at the Disco lanzó su tercer álbum, también titulado Vices & Virtues (sin contar el signo), una semana más tarde. A septiembre de 2014, Vices and Virtues ha vendido más de 50 000 copias.

## Listado de canciones
| Standard version |                                |                                                                             |          |  |
| N.º              | Título                         | Escritor(es)                                                                | Duración |  |
| 1.               | «Die Trying»                   | Greg Bradley, Jonny Hetherington                                            | 3:49     |  |
| 2.               | «Get Thru This»                | Jonny Hetherington                                                          | 2:43     |  |
| 3.               | «Sorry»                        | Jonny Hetherington, Davor Vulama                                            | 4:25     |  |
| 4.               | «Whole World's Crazy»          | Hetherington, Tavis Stanley, Bradley, Cale Gontier                          | 3:45     |  |
| 5.               | «Completely»                   | Jonny Hetherington, David Mariacci, Greg Bradley                            | 3:23     |  |
| 6.               | «I Will Be There»              | Jonny Hetherington                                                          | 3:51     |  |
| 7.               | «You Don't Know Me»            | Jonny Hetherington, David Mariacci, Greg Bradley, Flavio Cirillo            | 3:06     |  |
| 8.               | «Raining» (feat. Adam Gontier) | Jonny Hetherington                                                          | 3:57     |  |
| 9.               | «Best I Can»                   | Jonny Hetherington, Tavis Stanley, Greg Bradley, Cale Gontier               | 5:03     |  |
| 10.              | «Straight Across My Mind»      | Jonny Hetherington, Tavis Stanley, Greg Bradley, Adam Gontier, Cale Gontier | 4:21     |  |
| 11.              | «Breathe Again»                | Jonny Hetherington, Tavis Stanley, Greg Bradley, Jeff Broen, Cale Gontier   | 4:12     |  |

Deluxe Edition
| Deluxe Edition |                            |          |  |
| N.º            | Título                     | Duración |  |
| 12.            | «Better Off»               | 3:00     |  |
| 13.            | «Watching You Watching Me» | 3:52     |  |

## Posicionamiento
| Listas (2011)                     | positivo |
| --------------------------------- | -------- |
| U.S. Billboard 200                | 117      |
| U.S. Billboard Rock Albums        | 31       |
| U.S. Billboard Hard Rock Albums   | 9        |
| U.S. Billboard Heatseekers Albums | 1        |
| U.S. Billboard Alternative Albums | 21       |

## Personal
- Jonny Hetherington – vocalista
- Greg Bradley – guitarrista
- Jeff Brown - baterista
- Cale Gontier - bajista
- Tavis Stanley - guitarrista
- Adam Gontier - voces adicionales en "Raining"